# David García del Valle
David García del Valle (Almería, 13 de junio de 1981) es un deportista español que compitió en judo adaptado. Ganó dos medallas de plata en los Juegos Paralímpicos de Verano en los años 2000 y 2004.

## Palmarés internacional
| Juegos Paralímpicos | Juegos Paralímpicos | Juegos Paralímpicos | Juegos Paralímpicos |
| Año                 | Lugar               | Medalla             | Categoría           |
| ------------------- | ------------------- | ------------------- | ------------------- |
| 2000                | Sídney (Australia)  | Medalla de plata    | –66 kg              |
| 2004                | Atenas (Grecia)     | Medalla de plata    | –66 kg              |